# Marquis Wright
Marquis Jurell Wright (Waldorf, 5 luglio 1995) è un cestista statunitense.

## Palmarès
- Campionato rumeno: 1

U Cluj: 2020-2021
- Coppa di Lega israeliana: 1

Maccabi Rishon LeZion: 2018